# Iris Zimmermann
Iris Tien Zimmermann (Rochester, 6 gennaio 1981) è una schermitrice statunitense, specializzata nel fioretto. Ha vinto due medaglie di bronzo ai Campionati mondiali di scherma.
È la sorella di Felicia Zimmermann.